# Słowo Lyndona
Słowo Lyndona lub słowo pierwsze – niepuste słowo spełniające dwa warunki:
- jest pierwotne, tzn. nie można go przedstawić w postaci potęgi {\displaystyle u^{k}} dla {\displaystyle k\geqslant 2}[a],
- wśród swoich cyklicznych obrotów[b] jest najmniejsze względem porządku leksykograficznego {\displaystyle \preccurlyeq .}

Przykładowo dla alfabetu {\displaystyle \{a,b\}} można utworzyć 8 słów Lyndona nie dłuższych niż 4 litery ułożonych w porządku leksykograficznym:
{\displaystyle a,\ aaab,\ aab,\ aabb,\ ab,\ abb,\ abbb,\ b}.

## Twierdzenia
Twierdzenie 1Słowo jest słowem Lyndona wtedy i tylko wtedy, gdy jest niepuste i jest wcześniejsze w porządku leksykograficznym niż każdy jego sufiks właściwy.
Twierdzenie 2Słowo jest słowem Lyndona wtedy i tylko wtedy, gdy jest słowem jednoliterowym lub da się przedstawić jako złożenie dwóch słów Lyndona, w którym pierwsze słowo jest wcześniejsze w porządku leksykograficznym niż drugie.
Powyższe dwa twierdzenia pozwalają sformułować dwie nowe definicje słowa Lyndona równoważne definicji ze wstępu.
Twierdzenie 3Dowolne słowo można podzielić na słowa Lyndona {\displaystyle s=l_{1}l_{2}\dots l_{k},} a rozkład ten jest jednoznaczny jeśli spełnia warunek monotoniczności {\displaystyle l_{k}\preccurlyeq \dots \preccurlyeq l_{2}\preccurlyeq l_{1}} . W literaturze wynik takiego podziału jest nazywany rozkładem Lyndona (ang. Lyndon factorization) lub rozkładem standardowym (ang. standard factorization).
Twierdzenie 4Rozkład Lyndona można wyznaczyć w czasie liniowym .

## Historia
Nazwa słowa pochodzi od amerykańskiego matematyka Rogera Lyndona, który je opisał w 1954 wskazując, że są to „standardowe” leksykograficznie ciągi. Zostały one również zdefiniowane w 1953 przez rosyjskiego matematyka Anatolija Szyrszowa jako poprawne słowa (ros. правильные слова).
Efektywny algorytm na dzielenie słów na słowa Lyndona opublikował Jean-Pierre Duval w 1983 , który działał w liniowym czasie i przy stałym zapotrzebowaniu na pamięć. W kolejnych latach powstawały następne wersje na przykład działające równolegle, korzystające z zewnętrznej pamięci lub obsługujące dane skompresowane.
Jean-Pierre Duval opublikował w 1988 również algorytm na generowanie słów Lyndona dla podanego alfabetu i rozmiaru słów .

## Zastosowanie
Słowa Lyndona są wynikiem zdefiniowania elementów bazy w wolnej algebrze Liego.
W kolejnych latach znalazły zastosowanie w algorytmach tekstowych stosowanych w informatyce i bioinformatyce, a zwłaszcza w sortowaniu i analizie sekwencji DNA. Znalazły one również zastosowanie w generowaniu ciągów de Bruijna.